# فاي دي باس
بلدية فاي دي باس (بالإسبانية: Vall de Bas) هي بلدية تقع في مقاطعة جرندة التابعة لمنطقة كتالونيا شمال شرق إسبانيا.

## الديموغرافيا
بلغ عدد سكان بلدية فاي دي باس 2.888 نسمة عام 2011 (وفقاً للمعهد الوطني الإسباني للإحصاء).
| 2.542 | 2.536 | 2.508 | 2.616 | 2.680 | 2.780 | 2.888 |

## أعلام
- ميكويل سولير